# 中窪裕也
中窪 裕也（なかくぼ ひろや、1957年12月15日- ）は、日本の法学者。専門は労働法。一橋大学名誉教授。同大学特任教授。冲永賞、労働関係図書優秀賞受賞。日本労働法学会代表理事、厚生労働省過労死等防止対策推進協議会会長、中央労働委員会公益委員、三井住友信託銀行取締役などを歴任。

## 経歴
- 1957年12月 福岡県出身
- 1980年3月 東京大学法学部卒業
- 1980年4月　東京大学法学部助手
- 1984年4月 福岡大学法学部専任講師[3]
- 1988年4月 福岡大学法学部助教授[3]
- 1988年10月　千葉大学法経学部助教授[3]
- 1990年 ハーバード大学ロースクール修了、法学修士（LL.M.）
- 1997年11月 千葉大学法経学部教授[3]
- 2004年4月 九州大学大学院法学研究科教授[3]
- 2007年4月 一橋大学大学院国際企業戦略研究科教授[3]
- 2010年12月 厚生労働省中央労働委員会公益委員（2019年2月迄）[3]
- 2016年6月 三井住友信託銀行監査役[3]
- 2018年4月 一橋大学大学院法学研究科教授[3]
- 2019年5月 日本労働法学会代表理事（2021年迄）[4]
- 2019年6月 三井住友信託銀行取締役監査等委員[3]
- 2021年4月  一橋大学大学院法学研究科特任教授、一橋大学名誉教授[5]

## 人物・特色
- 東京大学在学中は菅野和夫ゼミの一員として菅野に師事するが、中窪は菅野の唱える「労働組合中心主義（団体交渉中心主義）」を採らず、労働組合は労働条件を決定する演者のひとつに過ぎず、あくまでも労働者個人と使用者が対等な立場で労働条件が決定されるという持論を持つ。
- 旧来の労働法学者が大陸法（ドイツ法、フランス法）を研究する中、「労働基準法はアメリカの占領下で制定されたものであり、アメリカの公正労働基準法（FLSA）を研究することで日本の労働法が解明できる」との自論を持ち、アメリカでの法令・判例の分析を日本の労働法研究に生かしている。アメリカ労働法研究の第一人者である。
- 多くの労働法学者が著す教科書が、労働基準法、労働組合法に基づく集団的労働関係論、個別的労働関係論により構成されているのに対して、中窪はその著書（共著含む）において、一人の労働者が求職する場面から内定、入社、労働条件決定、労働条件変更、労働紛争、そして退職にいたるまで時系列的に問題を論じており、他の労働法学者とは変わった方法論を採っている。近年の労働組合が労働条件決定に及ぼす影響力の低下もあいまって、中窪の著書（共著）『労働法の世界』を教科書として採用する講座も多い。
- 大の嫌煙家である。

## 社会的活動
- 厚生労働省・中央労働委員会公益委員（2010年11月就任）
- 厚生労働省・過労死等防止対策推進協議会会長（2019年就任）[6]
- 厚生労働省・中央最低賃金審議会公益委員
- 厚生労働省・労働政策審議会雇用保険部会公益委員
- 法務省・司法試験考査委員（労働法）

## 著書
- 『アメリカ労働法』（弘文堂、ISBN 978-4335301025、1995年）
- 『労働法ロールプレイング』（野田進と共著、有斐閣、ISBN 978-4641044975、2000年）
- 『国立大学法人の勤務関係ハンドブック』（野田進・和田肇と共著、商事法務、ISBN 978-4785711269、2004年）
- 『労働法の世界（第7版）』（野田進・和田肇と共著、有斐閣、ISBN 978-4641143777、2007年）